# ریموند بیلنی
ریموند بیلنی (انگلیسی: Raymond Bilney؛ زادهٔ ۲ نوامبر ۱۹۴۵) دوچرخه‌سوار اهل استرالیا است. وی در بازی‌های المپیک تابستانی ۱۹۶۴ شرکت کرده است. 